# 알비치가

알비치 가문 문장

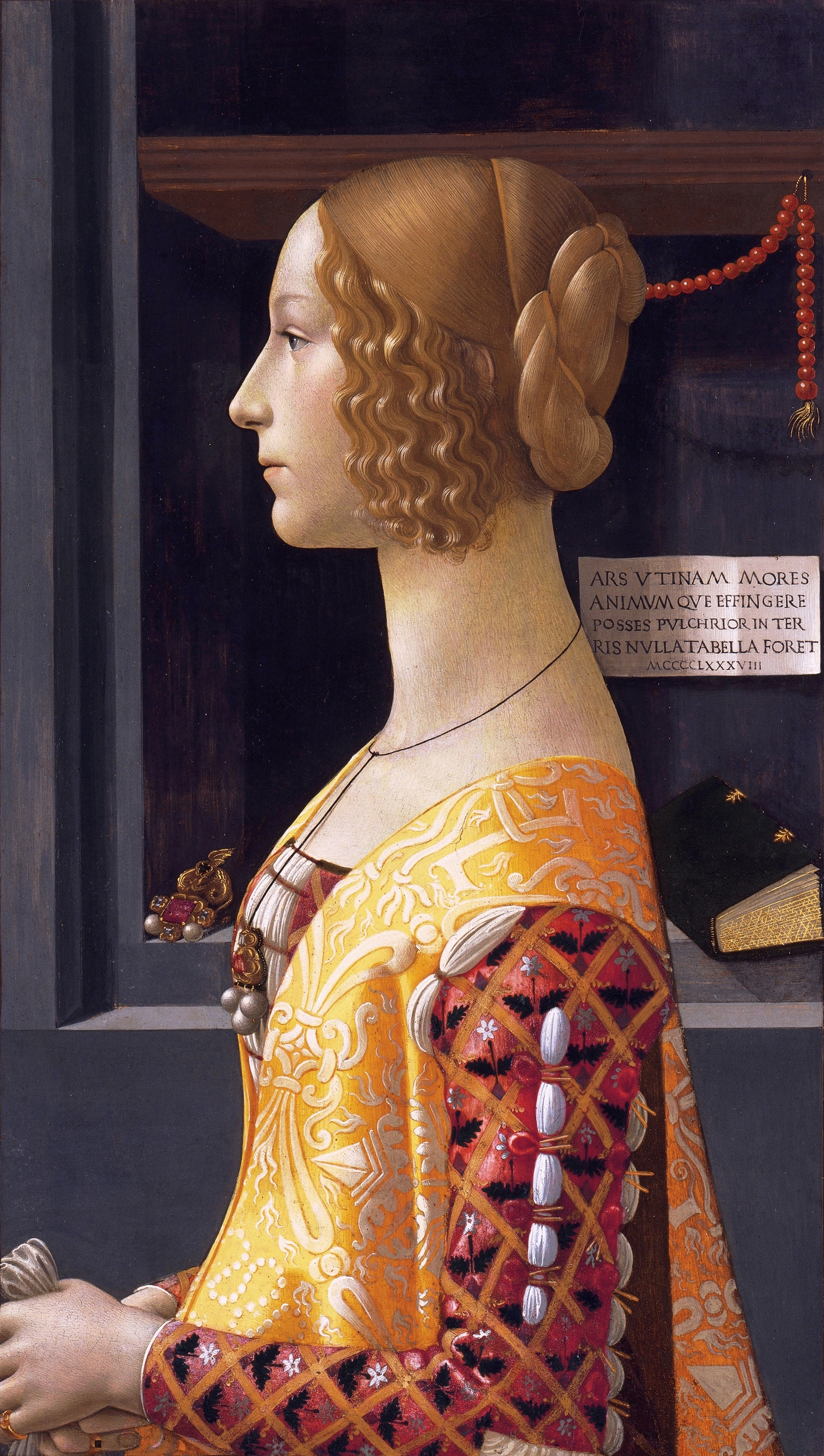
조반니 델리 알비치(Giovanna degli Albizzi, 투르나부오니[Tornabuoni])의 초상화 (도메니코 기를란다요 1499년 작, (티센보르네미차 미술관 소장)

알비치가(Albizzi)는 본래 아레초 출신의 피렌체의 귀족 가문으로, 메디치 가문과 알베르티 가문과 경정 상대였다. 그들은 1382년부터 피렌체의 과두 정부의 중심이었으며, 치옴피의 난으로 인한 영향으로 1434년에 메디치 가문의 부흥으로 이어졌다. 알비치 가문 출신 중에서 가장 유명하고 영향력있던 이는 마소와 1433년에 코시모 데 메디치를 추방시켜 맞섰던 그의 아들 리날도 델리 알비치이다. 마소의 또 다른 아들 루카는 피렌체 갤리선의 총사령관이었으며, 그의 일기는 역사가에게 중요한 사료이다. 루카는 코시모 데 메디치의 절친이기도 했다. 결과적으로, 루카는 메디치를 추방시켰던 그의 형제를 포함한 가문의 다른 인원과 피렌체에 거주하는 것이 허용되었다. 게다가 1442년에 루카 알비치는 사싱상 곤팔로니에레 디 주스티치아가 되었고 그 당시 코시모와의 동맹의 핵심 역할을 하였다.
필리포 델리 알비치(Filippo degli Albizzi)는 18세기를 대표로한 피렌체 출신의 박물학자로 알비치아 줄리브리신Albizia julibrissin)이라는 별칭이 있었다.
가문의 궁전인 보르고 델리 알비치는 16세기 초 가문의 귀환과 동시에 다시 지어졌다.